# فيكتور ماركيتي
فيكتور ماركيتي (بالإسبانية: Víctor Marchetti)‏ (1 يناير 1950 - ) هو لاعب كرة قدم أرجنتيني في مركز الهجوم. لعب مع روزاريو سنترال وريفر بليت.

## وصلات خارجية
- فيكتور ماركيتي على موقع قاعدة بيانات كرة القدم.إي يو (الإنجليزية)